# Belagerung von Akkon (1799)
Shubrakit – Pyramiden – Salihiyya – Abukir I – al-Arisch – Jaffa – Akkon – Berg Tabor – Abukir II – Heliopolis – Alexandria I – Kairo – Alexandria II
Die Belagerung von Akkon vom 20. März bis 21. Mai 1799 war der erfolglose Versuch der Franzosen unter Napoleon Bonaparte, die osmanische Stadtfestung Akkon zu erobern. Das Scheitern Napoleons vor Akkon war der Wendepunkt seiner Ägyptischen Expedition.

## Vorgeschichte
Im Juli 1798 hatte das französische Heer ganz Ägypten besetzt. Allerdings wurde am 1./2. August 1798 die französische Flotte von den Briten unter Admiral Nelson in der Seeschlacht bei Abukir vollständig vernichtet, so dass die Verbindungswege nach Frankreich unterbrochen waren. Ende 1798 erklärte das Osmanische Reich unter englischem Druck Frankreich den Krieg.
Im Februar 1799 führte Napoleon mit 14.000 Mann einen Feldzug nach Syrien zur Verteidigung der Eroberung Ägyptens gegen ein sich formierendes türkisches Heer. Nach anfänglichen Erfolgen in al-Arisch, Gaza, Hebron und Jaffa erreichte er am 19. März die strategisch wichtige Hafenstadt mit ihrer Zitadelle.

## Verlauf
Eine britische Flotte unter William Sidney Smith war unterdessen vor Akkon eingetroffen. Smith gelang es, nahe Haifa die französischen Schiffe zu kapern, die die französische Belagerungsartillerie auf dem Seeweg heranzuführen versuchten. Anschließend verstärkte er die osmanischen Verteidiger von Akkon mit Geschützen und Mannschaften und versorgte sie mit Munition und Verpflegung.
So begannen die Franzosen die Belagerung von Akkon am 20. März allein mit ihrer Infanterie. Napoleon erwartete, dass die Stadt schnell kapitulieren würde.
Smiths Flotte ankerte vor Akkon, um den Verteidigern zusätzliche Deckung zu geben. Wiederholte Sturmangriffe der französischen Infanterie unter Befehl von General Deriot wurden abgewehrt. Ein nahendes osmanisches Entsatzheer unter Dschezzar Ahmet Pascha wurde am 16. April in der Schlacht am Berg Tabor von den zahlenmäßig deutlich unterlegenen Franzosen in die Flucht geschlagen. Anfang Mai traf auf dem Landweg französische Belagerungsartillerie ein, und schnell war eine Bresche geschossen; dem folgenden Sturmangriff der Franzosen hielten die Verteidiger aber stand, und osmanische Verstärkungen aus Rhodos konnten angelandet werden.
Die Hartnäckigkeit der Verteidiger, die britische Blockade des See-Nachschubs und das raue Wetter brachten Napoleons Truppen in eine bedrohliche Situation. Als Folge der schlechten Bedingungen brach im französischen Lager die Beulenpest aus und forderte viele Tote. Nach einem letzten fehlgeschlagenen Sturmangriff ließ Napoleon am 21. Mai die Belagerung abbrechen und zog sich Richtung Jaffa zurück.

## Folgen
Napoleon musste sich schließlich nach Ägypten zurückziehen, wo er am 25. Juli 1799 die Osmanen in der Schlacht von Abukir vernichtend schlug. Da sich die Lage in Europa dramatisch gegen ihn wandte, kehrte Napoleon am 22. August 1799 heimlich nach Frankreich zurück und überließ das Kommando in Ägypten General Kléber.